# Полоса Александра

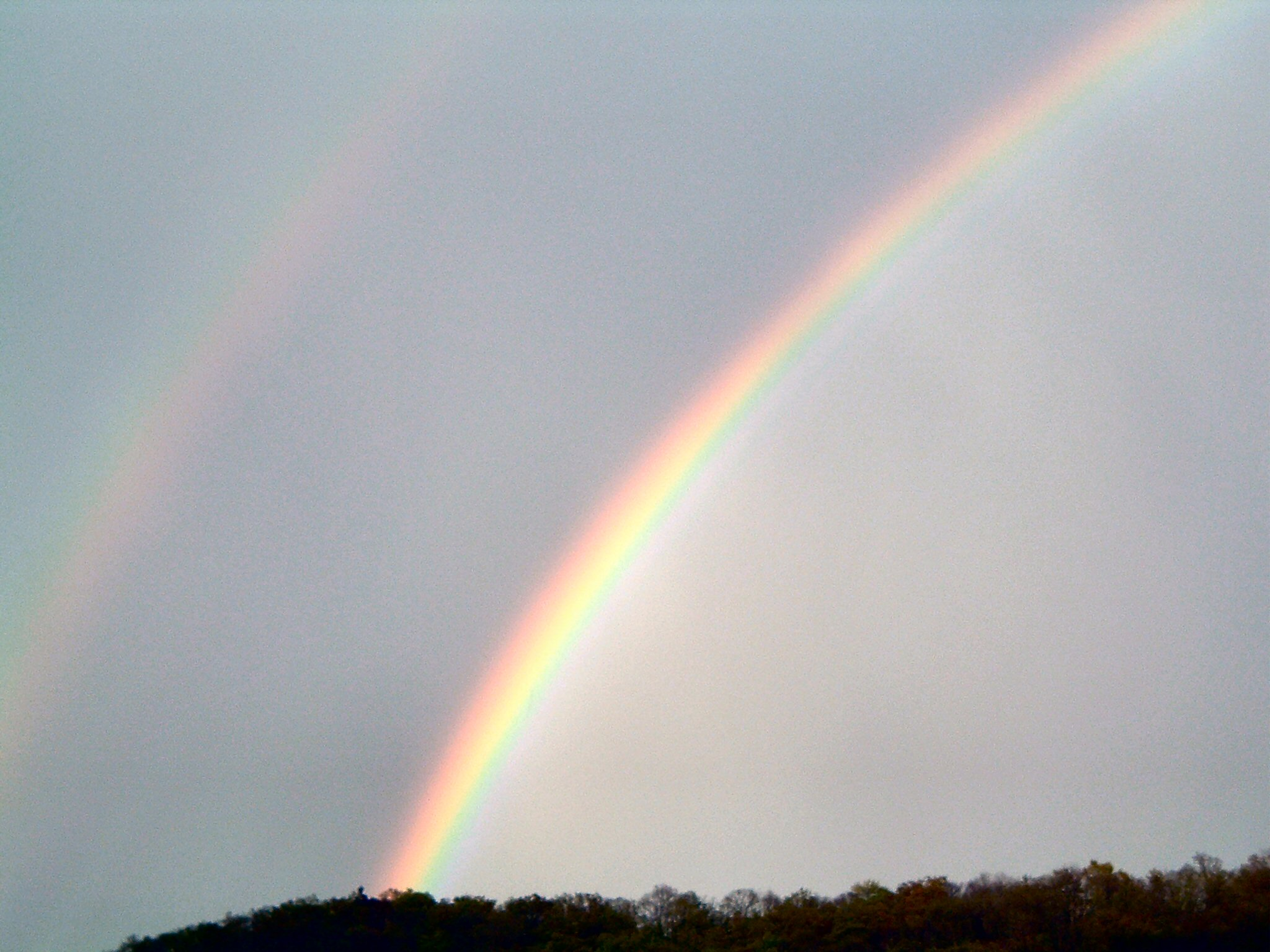
Радуги первого и второго порядков c полосой Александра между ними.

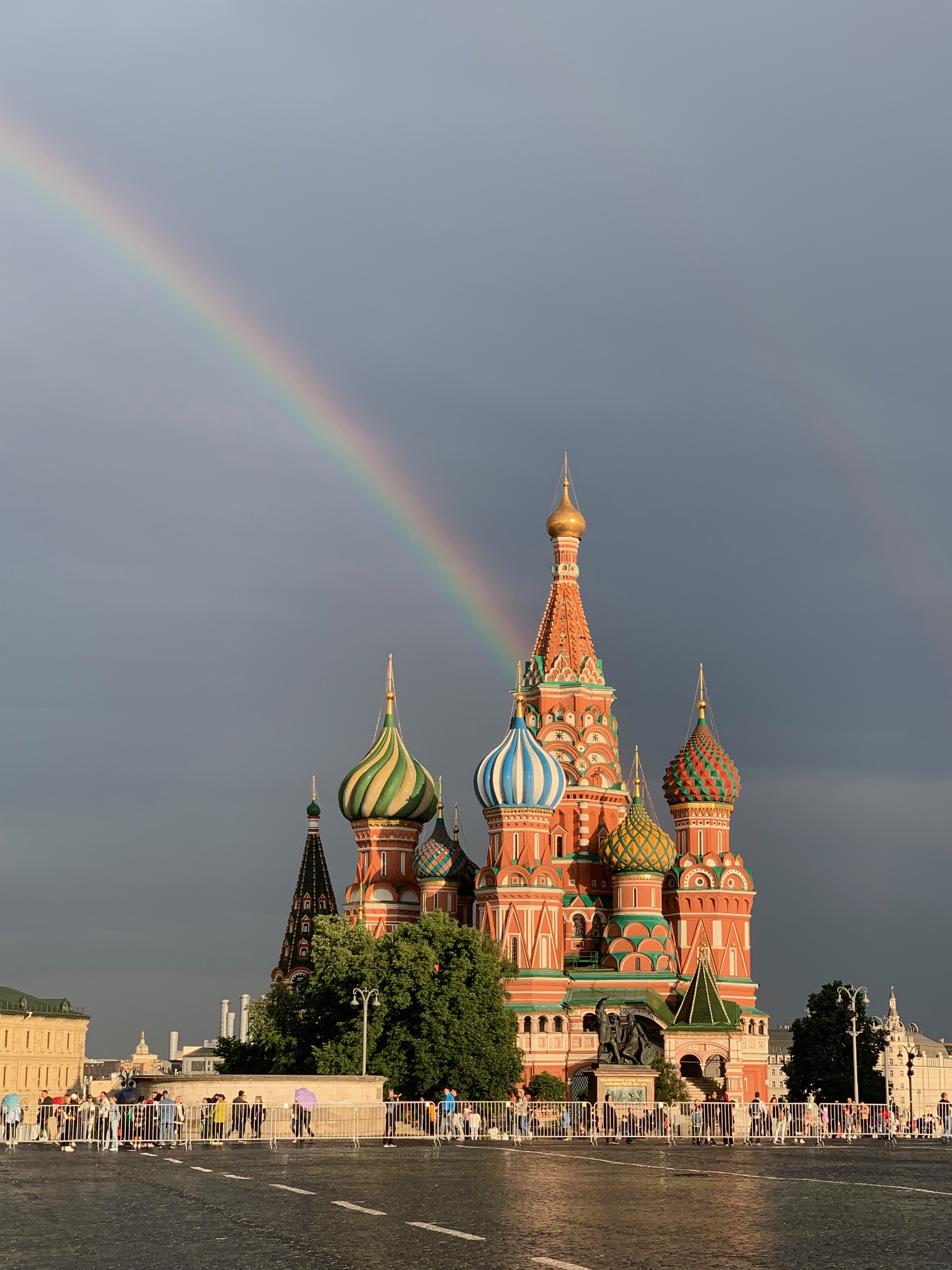
Двойная радуга с полосой Александра над собором Василия Блаженного

Полоса́ Алекса́ндра (тёмная полоса Александра, Александрова полоса, Александрова область) — атмосферное оптическое явление, наблюдающееся совместно с радугами первого и второго порядков и представляющее собой тёмную полосу неба, располагающуюся между ними. Возникает из-за различий в угловых распределениях интенсивности света, рассеиваемого каплями воды при одно- и двукратном внутреннем отражении в них. Своё наименование получила по имени древнегреческого философа Александра Афродисийского, впервые описавшего её в 200 году нашей эры.
Светящаяся дуга обычной радуги формируется в результате преломления и отражения солнечного света капельками воды, находящимися в атмосфере, а разноцветная окраска радуги возникает из-за различия значений показателя преломления воды для излучений с различными длинами волн (различным цветом), составляющими солнечный свет. Те же физические механизмы лежат и в основе образования полосы Александра.

## Однократное отражение — радуга первого порядка

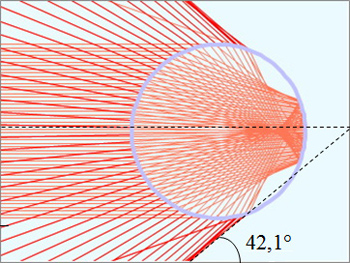
Рассеяние света каплей воды при однократном внутреннем отражении

Лучи, составляющие параллельный пучок света, входя в каплю воды, претерпевают преломление, затем отражаются от поверхности капли и, снова претерпев преломление, выходят из капли наружу.
Лучи вне капли распространяются в различных направлениях, при этом максимальный угол, на который выходящие из капли лучи отклоняются от направления на солнце, составляет 42,1°. Тем самым, вышедшие из капли лучи заполняют собой конус, заключённый между крайними лучами, расположенными под углом 42,1° к оси конуса.
Важно отметить, что наибольшую интенсивность имеют крайние лучи, то есть те, которые формируют образующую светового конуса, а интенсивность всех остальных лучей существенно меньше. Результатом этого является то, что наблюдатель, глядя на небо, видит яркий свет от всех тех капель, что находятся от него в направлениях, составляющих угол 42,1° с направлением первоначального распространения света. Именно этот свет и воспринимается, как видимая радуга первого порядка (первичная радуга).
Как следует из рисунка, со всех направлений, располагающихся под меньшими углами, к наблюдателю также поступает свет, рассеянный каплями. Меньшим углам соответствует та часть неба, что находится внутри радуги, поэтому эта часть воспринимается наблюдателем, как светящаяся (или освещённая). Однако в силу малой интенсивности поступающего таким образом света свечение воспринимается наблюдателем, как слабое.
С другой стороны, из представленной на рисунке схемы распространения световых лучей видно, что от капель, располагающихся под углом, превосходящим 42,1°, свет к наблюдателю не поступает вовсе. Таким образом, из сказанного следует, что внешняя по отношению к радуге часть неба представляется наблюдателю более тёмной, чем внутренняя.

## Двукратное отражение — радуга второго порядка

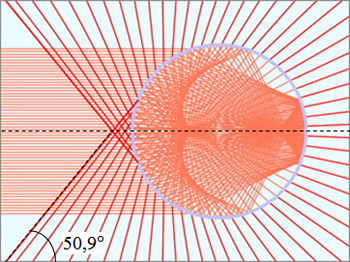
Рассеяние света каплей воды при двукратном внутреннем отражении

Распределение направлений распространения лучей, претерпевших в капле двукратное отражение, имеет существенно иной характер, чем в случае однократного отражения. Теперь диапазон их направлений гораздо больше, чем в предыдущем случае. Важно обратить внимание на то, что лучи, рассеянные каплями в результате двукратного отражения, распространяются в тех направлениях, в которых при однократном отражении они не рассеиваются.
В связи с этим обратим также внимание на то, что смысл предельного угла 50,9°, указанного на рисунке, отличается от смысла угла 42,1°, приведённого ранее. Действительно, при однократном отражении угол 42,1° является максимальным углом, на который выходящие из капли лучи отклоняются от направления на солнце, а при двукратном отражении угол 50,9° — это минимальный угол отклонения лучей от того же направления.
Существенно также, что между 42,1° и 50,9° находится диапазон направлений (шириной 50,9° − 42,1° ≈ 9°), в котором рассеянного света нет ни при одно-, ни при двукратном отражении.
Так же, как и в предыдущем случае, крайние лучи имеют наибольшую интенсивность. Эти лучи, направленные под углом 50,9° к направлению от капли на солнце, и формируют радугу второго порядка (вторичную радугу).
Из рисунка видно, что до наблюдателя доходит свет и со всех тех направлений, которые образуют угол больший, чем 50,9°, а свет, рассеянный под меньшими углами, к наблюдателю не поступает. Иначе говоря, в отличие от случая однократных отражений, в результате двукратных отражений светится внешняя по отношению к вторичной радуге часть неба, а внутренняя область при этом свечения не испускает.
Таким образом, получается, что в результате одно- и двукратных отражений света в каплях воды относительно светлыми оказываются те области неба, которые расположены внутри первичной и снаружи вторичной радуг, а область между ними остаётся тёмной. Данная область, имеющая вид дуги с угловой шириной около 9°, и представляет собой полосу Александра.